# John Taylor
 John Taylor  va ser un pilot de curses automobilístiques britànic que va arribar a disputar curses de Fórmula 1.
Va néixer el 23 de març del 1933 a Leicester, Anglaterra i va morir el 8 de setembre del 1966 en un accident disputant la cursa del GP d'Alemanya al circuit de Nürburgring.

## A la F1
John Taylor va debutar a la cinquena cursa de la temporada 1964 (la quinzena temporada de la història) del campionat del món de la Fórmula 1, disputant l'11 de juliol del 1964 el GP de la Gran Bretanya al Circuit de Brands Hatch.
Va participar en un total de cinc curses puntuables pel campionat de la F1, disputades en dues temporades diferents no consecutives (1964 i 1966) aconseguint una sisena posició com a millor classificació en una cursa i assolí 1 punt pel campionat del món de pilots.

## Resultats a la Fórmula 1
| Any  | Equip             | Xassís  | Motor | 1   | 2   | 3     | 4     | 5      | 6        | 7   | 8   | 9   | 10  | Posició | Punts |
| ---- | ----------------- | ------- | ----- | --- | --- | ----- | ----- | ------ | -------- | --- | --- | --- | --- | ------- | ----- |
| 1964 | Bob Gerard Racing | Cooper  | Ford  | MON | HOL | BEL   | FRA   | GBR 14 | ALE      | AUT | ITA | USA | MEX | -       | 0     |
| 1966 | David Bridges     | Brabham | BRM   | MON | BEL | FRA 6 | GBR 8 | HOL 8  | ALE MORT | ITA | USA | MEX |     | 20è     | 1     |

### Resum
| Curses: | Victòries: | Pòdiums: | Poles: | Voltes ràpides: | Punts: |
| ------- | ---------- | -------- | ------ | --------------- | ------ |
| 5       | 0          | 0        | 0      | 0               | 1      |